# 中村吉利
中村 吉利（なかむら よしとし）は、日本の防衛書記官、外交官。東北防衛局長や、外務省軍縮不拡散・科学部大使を経て、防衛省地方協力局長。

## 来歴・人物
東京都出身。1985年北海道大学経済学部卒業、防衛庁入庁。1990年教育訓練局教育課部員。1992年防衛局運用課総括・運用班部員兼総理府国際平和協力本部事務局主査。1993年防衛局運用課国際協力室部員。1995年長官官房総務課部員。1996年長官官房秘書課部員。1997年人事教育局教育課部員。1998年防衛局調査課調査第1班長。1999年長官官房総務課部員。2000年長官官房企画官兼長官官房総務課。2002年在英国日本国大使館参事官。
2005年内閣官房内閣参事官（内閣官房副長官補付）。2007年大臣官房広報課長。2009年大臣官房米軍再編調整官。2011年地方協力局地方協力企画課長。2012年東北防衛局長。2014年から外務省大臣官房審議官兼総合外交政策局軍縮不拡散・科学部として、ロビン・グライムスとともに日英原子力年次対話共同議長を務めるなどした。2016年外務省大臣官房審議官兼総合外交政策局軍縮不拡散・科学部大使。同年防衛装備庁装備政策部長。2018年地方協力局長。2020年退職。2021年三菱電機顧問。